# Championnat de Yougoslavie de football 1927
Navigation
Saison précédente Saison suivante
La saison 1927 du championnat de Yougoslavie de football était la cinquième édition du championnat de première division en Yougoslavie. Six clubs prennent part à la compétition, qui se déroule pour la première fois sous forme de championnat. Les formations se sont qualifiées pour la phase finale par le biais des championnats régionaux et sont regroupées en une poule unique où elles affrontent une seule fois tous leurs adversaires.
C'est le club du Hajduk Split qui remporte la compétition, en terminant en tête du classement final du championnat avec deux points d'avance sur le BSK Belgrade et trois sur le HASK Zagreb. C'est le tout premier titre de champion de Yougoslavie de l'histoire du club, qui se qualifie en compagnie du BSK Belgrade pour les quarts de finale de la Coupe Mitropa.

## Les clubs participants
| - HASK Zagreb - SAŠK Sarajevo - Hajduk Split - BSK Belgrade - Ilirija Ljubljana - SAND Subotica |

## Compétition

### Classement
Le classement est effectué en utilisant le barème classique (victoire à 2 points, match nul un point, défaite zéro point).
| Rang | Équipe            | Pts | J | G | N | P | Bp | Bc | Diff |
| ---- | ----------------- | --- | - | - | - | - | -- | -- | ---- |
| 1    | Hajduk Split      | 8   | 5 | 4 | 0 | 1 | 15 | 6  | +9   |
| 2    | BSK Belgrade      | 6   | 5 | 3 | 0 | 2 | 17 | 16 | +1   |
| 3    | HASK Zagreb       | 5   | 5 | 2 | 1 | 2 | 11 | 15 | -4   |
| 4    | SAND Subotica     | 4   | 5 | 2 | 0 | 3 | 11 | 12 | -1   |
| 5    | SASK Sarajevo     | 4   | 5 | 2 | 0 | 3 | 12 | 13 | -1   |
| 6    | Ilirija Ljubljana | 3   | 5 | 1 | 1 | 3 | 5  | 9  | -4   |

|  | Qualification pour la Coupe Mitropa 1927 |

## Bilan de la saison
| Championnat de Yougoslavie de football 1927                             |                          |
| Champion                                                                | Hajduk Split (1er titre) |
| Qualifications continentales                                            |                          |
| Coupe Mitropa 1927                                                      | Hajduk Split             |
| Coupe Mitropa 1927                                                      | BSK Belgrade             |
| Promotions et relégations                                               |                          |
| Promus en Prva Liga                                                     | Aucun                    |
| Relégués en Championnat de Yougoslavie de football de deuxième division | Aucun                    |